# Irakisch-Arabisch

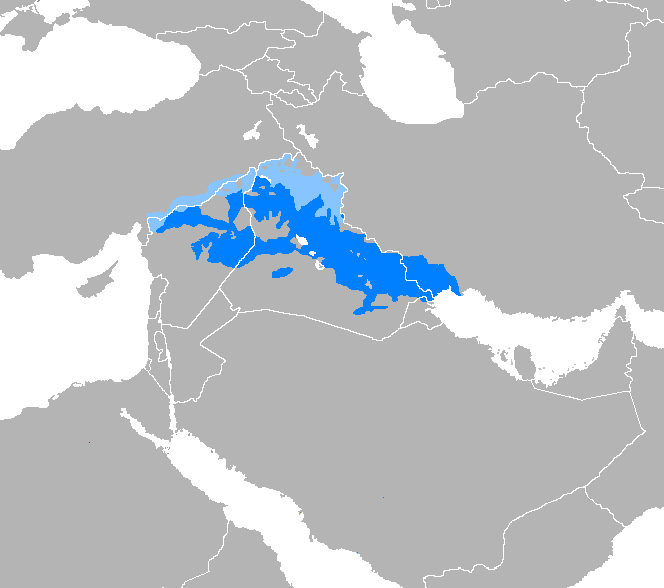
Mesopotamisch-Arabisch (Verbreitungsgebiet)

Irakisches Arabisch ist ein arabischer Dialekt, der im Irak gesprochen wird. Wenn von „Standard-Irakisch-Arabisch“ die Rede ist, so ist fast immer der Bagdader Dialekt gemeint.
Das irakische Arabisch ist jedoch auch innerhalb seines Verbreitungsgebietes heterogen, so wie der Unter-Dialekt der Maslawi aus Mossul. Beispielsweise ist das standard-irakisch-arabische Wort für „Hund“ (hocharabisch كلب, DMG kalb, irakisch-arabisch چلب, [ˈt͡ʃalæb]), wohingegen ein Maslawi es [ˈkalæb] aussprechen würde.
Maslawi hat außerdem alte Wörter wie شمسية, DMG šimsiyye ‚Wassermelone‘, während das standard-irakische Wort رقّي, DMG raǧǧī ist, genauso wie in den meisten anderen Maschrek-arabischen Dialekten.
Typisch für den irakischen Dialekt ist, dass aus dem Buchstaben Kāf ك ein Čāf چ (t͡ʃ) geworden ist, in der Schriftsprache wird auch der Buchstabe چ verwendet. Ein weiteres Beispiel ist die Frage „Wie geht es dir?“ (maschrek-arabisch شلونَك, DMG šlūnak bzw. شلونِك, DMG šlūnik), welches im irakisch-Arabischen شلونچ [ˈʃlunat͡ʃ]/[ˈʃlunət͡ʃ] gesprochen bzw. geschrieben wird. Allerdings werden nicht alle irakischen Wörter, die mit dem Buchstaben Kāf anfangen oder enden wie t͡ʃ ausgesprochen bzw. geschrieben.
Der Bagdader Dialekt des Arabischen lässt sich außerdem jeweils in einen „muslimischen“ (gilit) und einen „jüdischen“ (qəltu) Zweig unterteilen. Der muslimische Dialekt ist beduinischen, der jüdische ansässigen Ursprungs, was sich aus der unterschiedlichen Aussprache des q zeigt.